# Computer (списание)
Вижте пояснителната страница за други значения на Computer.
Computer е българско списание за компютри.
Създадено е през 1984 г. като списание „Компютър за вас“ – първото тогава компютърно списание в България и останалите държави от Източна Европа.
В началото на 1991 г. списание „Компютър за вас“ е преименувано на списание Computer и така става първото българско компютърно списание след промените от 10 ноември 1989 г., предшествайки по-късния бум на компютърни списания в България.
От 1 юли 2010 г. списание Computer има нов издател – рекламна агенция „Принт енд Пъблишинг“ в София. От 1 януари 2012 г. списание Computer спира да излиза като печатно издание и преминава изцяло онлайн.
От януари 2019 г. специализираният сайт е закрит и списанието е достъпно само чрез архивите на стария сайт.